# Jeziorko (gmina Pszczew)
Jeziorko – jezioro na Pojezierzu Poznańskim, w powiecie międzyrzeckim, w gminie Pszczew, położone na terenie Pszczewskiego Parku Krajobrazowego.

## Charakterystyka
Jezioro jest otoczone terenami uprawnymi. Przylega do południowych granic miejscowości Szarcz, kilkaset metrów na północny wschód od jeziora Szarcz. Misa jeziora ma wydłużony kształt, który jest charakterystyczny dla jezior rynnowych, północna część jeziora silnie zeutrofizowana.